# Nicky Cocquyt
Nicky Cocquyt, né le 14 octobre 1984 à Evergem, est un coureur cycliste belge. Sur piste, il est multiple champion de Belgique dans les disciplines de l'endurance.

## Biographie
En 2019, il est nommé entraîneur à la Fédération belge de cyclisme pour les jeunes coureurs sur piste du secteur de l'endurance. Il quitte son poste fin 2024.

## Palmarès sur route

### Par année
- 2000
  - Circuit Het Volk débutants
- 2001
  - 3e du Trophée des Ardennes flamandes
- 2005
  - Bruxelles-Zepperen
  - 3e du Grand Prix du 1er mai - Prix d'honneur Vic De Bruyne
- 2006
  - 3e étape du Tour de la province d'Anvers
  - 2e de la 3e étape du Tour de Gironde
  - 3e du Circuit des régions flamandes
- 2007
  - 1re étape du Tour de la province d'Anvers
  - 3e du Grand Prix de Geluwe
  - 3e du De Drie Zustersteden
- 2008
  - De Drie Zustersteden
- 2009
  - 6e du championnat du monde sur route militaires
- 2010
  - 1re étape du Tour du Brabant flamand
  - 3e du Grand Prix Haasdonk
  - 3e du Omloop der Kempen
  - 3e du Championnat du Pays de Waes
- 2012
  - Bruxelles-Zepperen
  - Wingene Koers

### Classements mondiaux
| Année           | 2005 | 2006 | 2007 | 2008 |
| --------------- | ---- | ---- | ---- | ---- |
| UCI Europe Tour | 692e | 968e | 712e | 418e |

## Palmarès sur piste

### Championnats du monde
- Apeldoorn 2011
  - 8e du scratch

### Championnats de Belgique
| - 2000 - Champion de Belgique de l'omnium cadets - 2001 - 2e du kilomètre juniors - 3e de la vitesse juniors - 2002 - Champion de Belgique de scratch juniors - 2e du kilomètre juniors - 2005 - 2e de l'américaine - 3e de l'omnium - 2008 - 2e de l'omnium - 2e du scratch - 2e de l'américaine - 3e du kilomètre espoirs - 2008 - 2e de l'omnium - 2e du scratch - 2e de l'américaine - 3e du kilomètre | - 2010 - Champion de Belgique de l'omnium - 2011 - Champion de Belgique de l'omnium - 2012-2013 - Champion de Belgique de l'américaine (avec Moreno De Pauw) - Champion de Belgique du kilomètre - 2e de l'américaine - 3e de l'omnium - 3e du keirin - 2013-2014 - 2e de l'américaine - 3e de l'omnium - 3e du kilomètre - 2016 - Champion de Belgique de l'américaine (avec Moreno De Pauw) - 2e du scratch |  |